# Aszraf Abd al-Fattah
Aszraf Abd al-Fattah Ahmad (arab. أشرف عبدالفتاح أحمد) – egipski zapaśnik walczący w stylu klasycznym. Złoty medalista igrzysk afrykańskich w 1987 i 1991. Mistrz Afryki w 1990 i 1992, a trzeci w 1994. Piąty na igrzyskach śródziemnomorskich w 1987 roku.